# Mariana González Oliva
Pour les articles homonymes, voir González.
Mariana Alejandra González Oliva Gulla (née le 12 mars 1976 à Buenos Aires) est une joueuse de hockey sur gazon argentine.

## Carrière
Mariana González fait partie de l'équipe d'Argentine de hockey sur gazon féminin vainqueur de la Coupe du monde en 2002 et médaillée de bronze aux Jeux olympiques d'été de 2004 à Athènes et aux Jeux olympiques d'été de 2008 à Pékin.